# Ryōma Aoki
Ryōma Aoki (青木 涼真, Aoki Ryōma, né le 16 juin 1997) est un athlète japonais, spécialiste du steeple.

## Biographie
Il participe en 2021 aux Jeux olympiques de Tokyo mais s'incline dès les séries du 3 000 m steeple.
En 2023, Ryōma Aoki est sacré champion d'Asie du 3 000 m steeple à Bangkok. 

## Palmarès
| Date | Compétition         | Lieu     | Résultat | Marque        |
| ---- | ------------------- | -------- | -------- | ------------- |
| 2023 | Championnats d'Asie | Bangkok  | 1er      | 8 min 34 s 91 |
| 2023 | Jeux asiatiques     | Hangzhou | 2e       | 8 min 23 s 75 |

## Records
| Épreuve           | Marque             | Lieu   | Date              |
| ----------------- | ------------------ | ------ | ----------------- |
| Mile piste courte | 3 min 54 s 84 (AR) | Boston | 10 février 2024   |
| 5 000 m           | 13 min 21 s 81     | Osaka  | 26 septembre 2021 |
| 3 000 m steeple   | 8 min 20 s 09      | Osaka  | 11 juin 2022      |